# Olander Gröffel

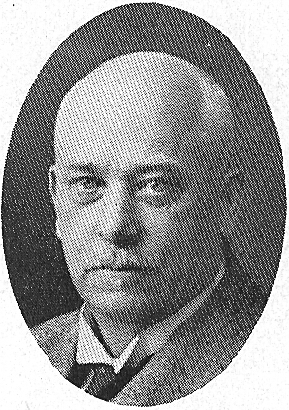
Olander Gröffel

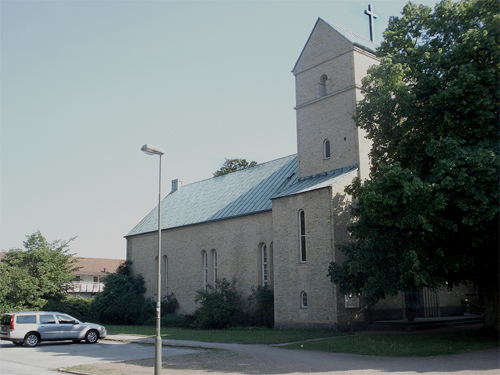
Tyska kyrkan, Malmö

Olander Gröffel, född 1874 i Höör, Skåne, död 1955 i Malmö, var en svensk 
arkitekt. 
Gröffel studerade vid Kungliga tekniska högskolan i Stockholm samt vid Berlins akademi. Han arbetade därefter på en rad arkitektkontor i Tyskland, under många år hos hovarkitekten Ernst von Ihne. Under första världskiget hade han anställning som arkitekt vid de tyska statsbanorna. 1927 återvände han till Sverige. Bland hans arbeten märks ritningarna för Tyska kyrkan i Malmö samt Trelleborgs krematorium.